# Teresa Kępka
Teresa Kępka, coniugata Swędrowska (Breslavia, 3 settembre 1959 – Breslavia, 9 novembre 2012), è stata una cestista polacca.

## Carriera
Con la Polonia ha disputato i Campionati del mondo del 1983 e due edizioni dei Campionati europei (1983, 1985).